# Ка Солдати (Венеција)
Ка Солдати (итал. Ca' Soldati) је насеље у Италији у округу Венеција, региону Венето.
Према процени из 2011. у насељу је живело 50 становника. Насеље се налази на надморској висини од 0 м.